# دجاج تكة مصالحة
دجاج تِكَّة مصالحة (وقد يُكتب: تيكا ماسالا خطأً) ( بالأُردية: مرغ تکہ مصالحہ ، بالهندية: चिकन टिक्का मसाला) وهو طبق الكاري مع قطع الدجاج المشوي (تكة) يُعمل في صلصة غنية المذاق حمراء أو برتقالية اللون وصلصة دسمة عادةً، وهو طبق متبل بشكل خفيف ويحتوي على الطماطم. دجاج تِكّة مصالحة هو الطبق الأكثر شعبية في المطاعم البريطانية وكان يطلق عليه لقب "الطبق الوطني البريطاني"
وهناك تشكيك في أصول دجاج تِكّة مصالحة. أعلن خبير في الأغذية في الشوارع التي نشأت الطبق في البنجاب خلال السنوات ال 50 الماضية. رأي آخر هو أنه نشأ في المطاعم الهندية الأولى في سوهو، لندن، تعود عادة من قبل البريطانيين في بنغلاديش خلال ستنيات القرن المنصرم.

## الشعبية
يقدم الدجاج تِكّة مصالحة في المطاعم في مختلف أنحاء العالم. تم إجراء مسح في المملكة المتحدة ووجد أنه طبق هذا البلد الأكثر شعبية. وتباع بهارات الطبق (الكاري-تِكّة مصالحة) بنسبة واحد إلى سبعة في المملكة المتحدة. قادت شعبية هذا الطبق وزير الخارجية السابق روبن كوك أن يُعلن بأنه "الطبق الوطني البريطاني"، وفي انعكاس لسخرية التاريخ فالشركات البريطانية الآن تقوم بتصدير دجاج التِكّة مصالحة إلى باكستان والهند وبنغلاديش.

## المكونات
دجاج تِكّة مصالحة هو دجاج تكة، مكون من قطع الدجاج المتبلة في التوابل واللبن المخبوز في فرن التندور (فرن الطين)مع صلصة المصالحة ("مزيج من التوابل") وصلصة الطماطم والكزبرة، ولكن لا توجد وصفة موحدة لدجاج تِكّة مصالحة؛ خلال استطلاع عام وجد أن من بين 48 وصفة مختلفة للطبق فإن العنصر الوحيد المشترك هو دجاج تكة وصلصة الطماطم (البندورة)، وكثيراً ما يشمل على هريس؛ كريم و/ أو كريم جوز الهند، والتوابل المختلفة. القطع أو صلصة الدجاج (أو كليهما) الملونة باللون البرتقالي مع الأصباغ الغذائية أو المواد الغذائية مثل مسحوق الكركم ومسحوق الفلفل الحلو أو معجون الطماطم. هناك طرق أخرى لاعداد الطبق باستبدال الدجاج بالسمك ولحم الضأن أو بانير (Paneer).

## الأصول
هناك اختلاف في أصول الطبق، فالبعض يدعي أنه من أصول باكستانية بريطانية أو بنجلاديشية بريطانية، وقد ذكر راهول فيرما، الخبير الهندي في المواد الغذائية من دلهي، أن الطبق ربما تم اكتشافه عن طريق الصدفة مع ارتجالات لاحقة في البنجاب خلال السنوات الخمسين الماضية.

## وصلات خارجية
- دجاج تِكّة مصالحة من مطبخ لك
- دجاج تكة مصالحة من فتافيت